# Лори, Габриэль (Младший)
Матиас Габриэль Лори Младший (нем. Mathias Gabriel Lori der Jüngere; 21 июня 1784, Берн — 25 августа 1846, Берн) — швейцарский художник-пейзажист, рисовальщик, акварелист и мастер офорта. Сын художника Габриэля Лори Старшего.

## Биография
Матиас Габриэль Лори рано проявил талант к рисованию, который развил под руководством отца. 
В 1797 году переехал с отцом в Херизау, где работал над видами Москвы и Санкт-Петербурга. В 1805 году он отправился в Невшатель и сотрудничал с отцом в создании «Живописного путешествия из Женевы в Милан» (Voyage pittoresque de Genève à Milan par le Simplon, 1811). Совершал поездки в Париж, Швейцарию и Италию.
В 1812 году Лори Младший женился на Анриетте-Луизе де Мерон из Орбе. В Невшателе он получил должность учителя рисования в городской школе, а его жена руководила изданиями его работ.
В последующие годы вместе с Сезаром Анри Монвертом (1784—1848) Лори Младший опубликовал несколько работ с изображениями швейцарских народных костюмов, видами Бернского Оберланда и остальной части Швейцарии. В 1828 году посетил Париж и был принят при дворе.
В 1832 году Лори переехал в Берн и стал членом Бернского общества художников (Bernischen Künstlergesellschaft). Он предпринял ознакомительные поездки по различным регионам Швейцарии и Италии. Зимние месяцы 1834—1835 и 1835—1836 годов он провёл в Берлине, где был принят при дворе и получил звание экстраординарного профессора Прусской королевской академии искусств.
Из-за ослабленного здоровья зимние месяцы 1841—1842 и 1842—1843 годов Лори провёл в Ницце. В 1846 году посетил Франкфурт-на-Майне. Через несколько недель умер от сердечного приступа.

## Галерея
- Амстег. Деревянный мост. 1811. Акварель. Швейцарская национальная библиотека, Берн
- Девушка из Санкт-Галлена. 1804. Акварель. Швейцарская национальная библиотека, Берн
- Элизабета Гроссман. Ок. 1815. Раскрашенный офорт
- Кларенс. Раскрашенный офорт
- Девушка из Оберланда. 1830. Акварель. Швейцарская национальная библиотека, Берн
- Вид замка Шадау. 1835. Акварель. Швейцарская национальная библиотека, Берн
- Итальянский город. 1811. Акварель. Швейцарская национальная библиотека, Берн